# Noc tuleních pásů

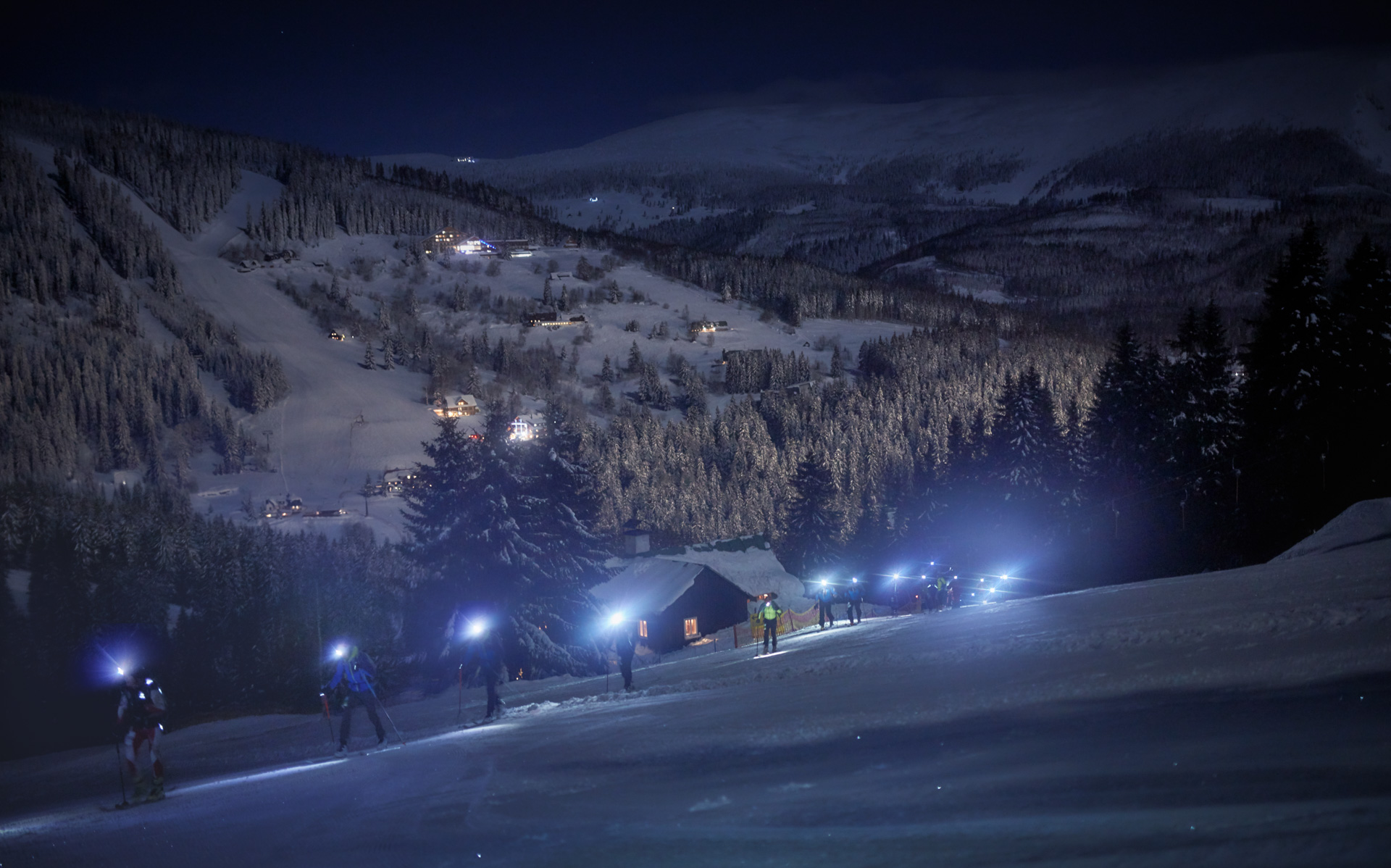
Trasa závodu nad Pecí pod Sněžkou

Noc tuleních pásů (NTP) je noční skialpinistický závod dvojic, který se koná v Krkonoších. Je to největší skialpinistický závod v Čechách.

## Historie
První oficiální ročník závodu Noc tuleních pásů proběhl 8. března 2004 v Peci pod Sněžkou. Za zakladatele je považován člen horské služby a skialpinista Jiří Pleskač. Na startu se sešlo 68 závodníků. Závod byl součástí seriálu národního Českého poháru a současně byl i prvním závodem SEP, tedy Středoevropského poháru. Noci tuleních pásů předcházel „nultý ročník“ nesoucí název Noční závod Krkonoše, což byl první uskutečněný noční skialpový závod na území České republiky. Proběhl 1. března 2003.
V dalším roce, tedy 2005 následoval přesun závodu za lepším zázemím do Janských Lázní. Poté následovalo šest po sobě jdoucích ročníků. SEP se střídal s Českým pohárem. Osmý ročník se po roční pauze konal až roku 2012. Následovaly další dva ročníky a po nich čtyřletá pauza. Obnovení se závod dočkal až roku 2018 a to opět v Peci pod Sněžkou. Hnací silou bylo setkání s horským vůdcem Branislavem „Gabem“ Adamcem. Roku 2023 se bude konat již šestnáctý ročník. Závod se stal součástí jediného skialpinistického festivalu v Čechách – SkialpujFESTU.

## Popis závodu
Závod se běží za tmy ve dvojicích na trase dlouhé zhruba 15 km s převýšením asi 1000 m. Závodí se v kategoriích ženy, muži a smíšené dvojice – v součtu věků do osmdesáti let a nad osmdesát let. Dvojice prochází během závodu kontrolními body, kde musí být oba závodníci současně.